# Bandera del Turkmenistan
La bandera nacional del Turkmenistan va ser adoptada el 24 de gener de 2001 i és considerada per molts com la bandera amb més detalls del món. La bandera té els colors tradicionals del poble turcman: El seu fons és verd i té una franja vermella vora del pal. En aquesta franja apareixen cinc emblemes de catifes característics de cinc de les tribus històriques del país: els teke, els yomut, els arsary, els chowdur i els saryq. Sota tots aquests emblemes, apareixen dues branques d'olivera com les de les Nacions Unides. Aquest darrer símbol fou inclòs a la bandera després que el Turkmenistan es declarés com un estat permanentment neutral, el 12 de desembre de 1995. D'altra banda, sobre el fons verd destaca una lluna creixent (símbol de l'esperança en el futur) amb cinc estrelles de cinc puntes que representen les províncies en què es divideix el país: Ahal, Balkan, Daşoguz, Lebap i Mary.

## Banderes històriques
Abans de la independència de la Unió Soviètica, l'any 1991, la bandera de l'RSS del Turkmenistan era força semblant a la de la resta de repúbliques soviètiques. El 19 de febrer de 1992 però, s'adoptà un disseny força semblant a l'actual excepte per la ubicació i els símbols de la franja vermella. L'any 1997 tornà a modificar-se i no fou fins al 2001 que s'adoptà el disseny actual.

Bandera soviètica, emprada entre 1991 i 1992.
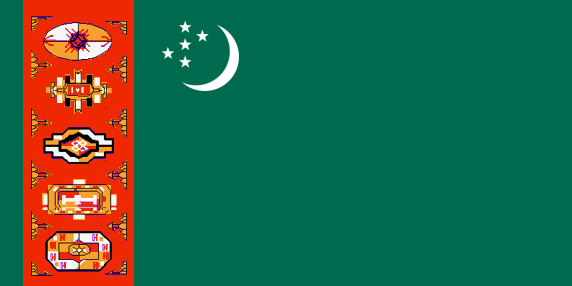
Bandera des de 1992 fins a 1997
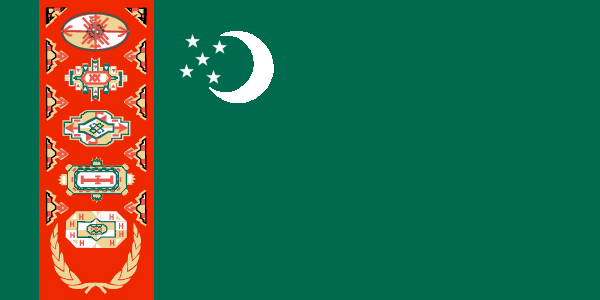
Bandera des de 1997 fins a 2001